# Sacachispas Fútbol Club
Sacachispas Futebol Clube é um clube de futebol argentino fundado o 17 de outubro de 1948. Tem sua sede no bairro de Villa Soldati, na cidade de Buenos Aires. 
Seu nome foi tomado do filme Pelota de trapo, uma adaptação dos relatos ficcionales que o jornalista desportivo, escritor e roteirista uruguaio Ricardo Lorenzo «Borocotó» publicava na revista O Gráfico baixo o título de «Empilhadas». O mesmo Borocotó, sócio fundador do clube, foi quem criou a t-shirt e suas cores.
O 9 de junho de 2017 ascendeu pela primeira vez ao Primeiro B, terceira categoria para as equipas directamente filiadas à Associação do Futebol Argentino.
Seu estádio leva o nome de Roberto "Beto" Larrosa e tem uma capacidade de ao redor de 5000 pessoas.

## História
No ano 1948, Roberto González e Aldo Hugo Vázquez, vizinhos do bairro de Nova Pompeya, da cidade de Buenos Aires, decidiram formar uma equipa para disputar os Jogos Nacionais Evita. Vázquez, por então de 17 anos, jogava nas divisões inferiores de River Plate, e através de Carlos Peucelle, coordenador das mesmas, conseguiu o contribua de três jogadores provenientes de dito clube, entre eles um que seria decisivo nos mencionados jogos, Antonio Tusia.
No momento de decidir o nome da equipa, inspirados na recém estreada filme Pelota de trapo, que descrevia a história de uma equipa de bairro chamado «Sacachispas», decidiram tomar esse nome.
Já no torneio, Sacachispas chegou à final de seu seccional, que devia disputar no campo de Ferro Carril Oeste um sábado à tarde, mas era tal a fama da equipa que Carlos Romano, amigo do delegado e secretário pessoal do Presidente Perón lhe insistiu a este pára que o visse jogar, pelo que o partido se terminou disputando no domingo pela manhã no campo de River Plate, com a presença do Presidente e sua esposa, Eva Duarte. No momento em que os jogadores os cumprimentavam no palco, o presidente se acercou a Aldo Vázquez e lhe perguntou se eram a famosa equipa de Sacachispas e em que lugar tinham o campo. Depois de inteirar-se de que jogavam na rua, decidiu gerir a cessão de um predio para construir uma onde pudessem disputar seus partidos.
Finalmente, ficaram eliminados na semifinal, mas apesar disso, o goleador daquele campeonato foi Antonio Tusia, o jovem que tinha sido cedido das inferiores de River Plate.
O primeiro campo levantou-se em Lacarra e Currais, a seis quadras de onde se encontra a actual. Pouco depois, com estádio próprio construído em terrenos cedidos pela Municipalidad da cidade por gestão da Secretaria da Presidência da Nação, em 1952 Sacachispas se oficializó. Depois da formação de uma comissão directiva, da que participou o próprio Borocotó, mentor do clube, se fixou a data de fundação o 17 de outubro de 1948, como agradecimento à intercesión de Perón, dada a significação de dita data na história do Movimento Justicialista.
Em 1954 a instituição obteve a afiliação à Associação do Futebol Argentino e, no primeiro campeonato que disputou, obteve a ascensão à categoria superior, lhe ganhando a final ao Clube Desportivo Morón.
Enquanto, Vázquez, que tinha sido cedido por River Plate a diferentes clubes, ficou livre de contratação e decidiu ir à equipa que ele mesmo criou e fundou. Ali disputo os campeonatos de 1958, 1959 e 1960 na Primeira Divisão Amateur.
Sacachispas desceu em 1962 a Primeiro D, um ano depois voltou a ascender, em 1967 baixou novamente, na temporada 1999-00 obteve uma nova ascensão, na 2000-01 voltou ao D e na temporada 2002-03 regressou ao Primeiro C, categoria na que se desempenhou durante 14 anos. 
O 23 de maio de 2017, Sacachispas eliminou a Arsenal por penais 6 a 5 depois de empatar 1 a 1 nos 90 minutos, 
classificando aos dieciseisavos de final da #Copa Argentina num facto histórico, já que foi a primeira vez que uma equipa de Primeiro C eliminou a outro de Primeira Divisão.
O 9 de junho de 2017, a três datas de finalizar o torneio, Sacachispas consagrou-se campeão do campeonato de Primeiro C e ascendeu ao Primeiro B pela primeira vez em sua história, empatando 2 a 2 com Sportivo Dock Sud.

## Estádio
Sacachispas possui o  estádio Roberto "Beto" Larrosa que se denomina assim em homenagem a sua expresidente Roberto Larrosa. Está localizado em Villa Soldati (Buenos Aires), Argentina. O primeiro campo teve seu lugar na rua Lacarra e as vias do caminho-de-ferro Belgrano.
Inaugurou-se em 1954 ao mesmo tempo que o clube foi filiado à Associação do Futebol Argentino. Tem uma capacidade aproximada para 5000 espectadores e as dimensões do campo são de 97 x 67 metros. Entre suas instalações contam-se cabines de imprensa, campo auxiliar, campos de vóley, outras para a prática de futebol recreativo, dois piletas e um gimnasio coberto. Seu uso não está limitado unicamente aos sócios.

## Origem das cores
Quando o clube já possuía campo de jogo próprio, decidiram eleger as cores que vestiria a equipa, e das «Empilhadas» de Borocotó se tomaram as cores lila e alvo. Nelas se dizia que o imaginário Sacachispas utilizava uma remera com essas cores, os quais foram sacados de umas glicinas que cresciam no meio do campo onde jogava.

## Rivalidades
Seu clássico rival é Desportivo Riestra, outras rivalidades são com Desportivo Laferrere, Desportivo Espanhol, Barracas Central, Claypole e Colegiales.

## Dados do clube
- Temporadas em Primeira Divisão: 0
- Temporadas em Primeiro B Nacional: 0
- Temporadas em Primeiro B: 2 (2017/18 e 2018/19)
- Temporadas em Primeiro C: 26 (1955-1962, 1964-1967, 2000/01 e 2003/04-2016/17)
- Temporadas em Primeiro D: 37 (1954, 1963, 1968-1999/00 e 2001/02-2002/03)

##### Total
- Temporadas em terceira divisão: 14
- Temporadas em quarta divisão: 35
- Temporadas em quinta divisão: 16

### Goleadas a favor
- Primeiro D: 5-0 vs Clube Desportivo Riestra em 2002[11]
- Primeiro C: 5-0 vs Flandria em 1959
- Primeiro C: 5-0 vs Oficinas (RE) em 2010
- Copa Argentina: 6-0 vs Clube Atlético Lugano em 2012[12]
- Primeiro D: 10-0 vs Porto Novo em 1989

### Goleadas na contramão
- Primeiro C: 3-8 vs Argentino de Rosario em 1955.
- Primeiro C: 1-6 vs San Telmo em 2014[13]
- Primeiro D: 1-10 vs San Martín de Burzaco em 1981.
- Primeiro D: 1-7 vs Desportivo Paraguaio em 1991.
- Primeiro D: 0-5 vs Clube Comunicações em 1997[14]